# Charles Cullen
Charles Cullen (ur. 22 lutego 1960) – amerykański seryjny morderca nazywany przez amerykańską prasę „pielęgniarzem śmierci”. Zamordował dziesiątki, niektóre źródła podają, że nawet setki pacjentów podczas 16-letniej kariery obejmującej kilka ośrodków medycznych w New Jersey. Skazany przez sąd w New Jersey na 11 kar dożywocia za umyślne zabójstwo 22 osób i usiłowanie zabójstwa 3 kolejnych. Sam Cullen przyznał się jednak do zabójstwa 40 osób, z których potwierdzono 29. Uniknął kary śmierci, gdyż przyznał się do winy i współpracował z prokuraturą.

## Morderstwa
Pierwsze morderstwa, do których Cullen się później przyznał, miały miejsce w Saint Barnabas. 11 czerwca 1988 r. podał pierwszej ofierze dożylnie śmiertelną dawkę leków. Ostatecznie przyznał się do zabicia kilku innych pacjentów w Saint Barnabas, w tym pacjenta chorego na AIDS, który zmarł po podaniu mu zbyt dużej dawki insuliny. Cullen opuścił Saint Barnabas w styczniu 1992 r., kiedy władze szpitala rozpoczęły śledztwo w sprawie zanieczyszczonych worków do kroplówek. W trakcie późniejszego śledztwa ustalono, że Cullen najprawdopodobniej był za to odpowiedzialny.
Miesiąc po opuszczeniu Saint Barnabas, Cullen podjął pracę w Warren Hospital w Phillipsburgu, gdzie zamordował trzy starsze kobiety, podając im dużą dawkę leku na serce – digoksyny. Jego ostatnia ofiara przed śmiercią powiedziała, że „podstępny pielęgniarz” wstrzyknął jej lek, gdy spała. Jednak członkowie rodziny i pracownicy służby zdrowia w szpitalu odrzucili jej skargi jako bezpodstawne. Pacjentka wkrótce potem zmarła.
Rok później, po rozwodzie z żoną, Cullen przeprowadził się do mieszkania w piwnicy w Phillipsburgu. Twierdził później, że w 1993 roku chciał rzucić pracę w pielęgniarstwie, ale zasądzone przez sąd alimenty zmusiły go do jej kontynuowania. W marcu 1993 roku Cullen włamał się do domu współpracowniczki, gdy ona i jej mały syn spali, ale uciekł nie budząc ich. Następnie zaczął prześladować kobietę, która złożyła na niego doniesienie na policji. Cullen przyznał się do wtargnięcia do domu i otrzymał rok więzienia w zawieszeniu. Dzień po aresztowaniu podjął próbę samobójczą.
Następnie wziął dwa miesiące zwolnienia i leczył się na depresję w dwóch ośrodkach psychiatrycznych. Do końca roku jeszcze dwukrotnie próbował popełnić samobójstwo. We wrześniu tego roku 91-letnia pacjentka z nowotworem w Warren Hospital zgłosiła, że Cullen, który nie był jej pielęgniarzem, wszedł do jej pokoju i wstrzyknął jej jakąś substancję. Zmarła następnego dnia. Jej syn zgłosił władzom szpitala, że prawdopodobnie jej śmierć nie nastąpiła z przyczyn naturalnych, więc szpital przeprowadził test na wykrywaczu kłamstw dla Cullena i kilku innych pielęgniarek. Cullen przeszedł test pozytywnie i kontynuował pracę w szpitalu aż do następnej wiosny.
Wiosną 1994 roku Cullen rozpoczął trzyletni staż na oddziale intensywnej terapii w Hunterdon Medical Center we Flemington. Twierdził, że przez pierwsze dwa lata w Hunterdon nikogo nie skrzywdził. Jednak dokumentacja szpitalna z tego okresu została zniszczona w momencie jego aresztowania w 2003 roku. Cullen przyznał się do zamordowania pięciu pacjentów między styczniem a wrześniem 1996 roku, ponownie z użyciem dużej dawki digoksyny. Następnie znalazł pracę w Morristown Memorial Hospital, ale wkrótce został zwolniony za słabe wyniki. Cullen pozostał bezrobotny przez sześć miesięcy i przestał płacić alimenty. W tym czasie po raz kolejny rozpoczął leczenie na depresję w zakładzie psychiatrycznym.
W lutym 1998 r. Cullen został zatrudniony w Liberty Nursing and Rehabilitation Center w Allentown w Pensylwanii, gdzie pracował na oddziale intensywnej terapii. Tam oskarżono go o podawanie pacjentom leków w nieplanowanych porach. Został zwolniony po tym, jak widziano go wchodzącego do pokoju pacjenta ze strzykawkami w ręku. W Liberty Hospital Cullen spowodował śmierć jednego z pacjentów, za którą później obwiniono inną pielęgniarkę. Po opuszczeniu Liberty, Cullen był zatrudniony w Easton Hospital od listopada 1998 do marca 1999. 30 grudnia 1998 roku zamordował kolejnego pacjenta. Badanie krwi przeprowadzone przez koronera wykazało śmiertelne ilości digoksyny we krwi denata, ale wewnętrzne śledztwo w Easton Hospital nie przyniosło rozstrzygnięcia; dowody nie wskazywały ostatecznie na Cullena.
Nawet z jego historią niestabilności psychicznej i liczbą zgonów podczas jego zatrudnienia w różnych szpitalach, Cullen nadal znajdował pracę z powodu krajowego niedoboru pielęgniarek. Dodatkowo nie istniał jeszcze żaden mechanizm raportowania, który identyfikowałby pielęgniarki mające problemy ze zdrowiem psychicznym lub zatrudnieniem. Obawy dotyczące odpowiedzialności sprawiły, że szpitale nie chciały podejmować znaczących działań przeciwko Cullenowi.
W marcu 1999 roku Cullen podjął pracę na oddziale oparzeń w Lehigh Valley Hospital-Cedar Crest w Allentown, gdzie zamordował jednego pacjenta i próbował zamordować drugiego. Miesiąc później dobrowolnie zrezygnował i podjął kolejną pracę na oddziale kardiologicznym w St. Luke's Hospital w Bethlehem. W ciągu kolejnych trzech lat Cullen zamordował co najmniej pięciu pacjentów i wiadomo, że próbował zabić dwóch kolejnych. 11 stycznia 2000 r. po raz kolejny próbował popełnić samobójstwo, rozpalając grill na węgiel drzewny w swojej wannie i mając nadzieję, że ulegnie zatruciu tlenkiem węgla. Jego sąsiedzi wyczuli dym i wezwali straż pożarną i policję. Cullen został zabrany do szpitala i zakładu psychiatrycznego, ale następnego dnia wrócił do domu.
Nikt nie podejrzewał, że Cullen morduje pacjentów w St. Luke's, dopóki współpracownik nie znalazł fiolek z lekami w koszu na śmieci. Leki nie miały żadnej wartości poza szpitalem, nie były używane jako środki odurzające, więc ich kradzież była wysoce niezwykła. Wewnętrzne śledztwo w szpitalu wykazało, że to Cullen zażywał te leki i był od nich uzależniony. St. Luke's zaproponował mu układ, w którym mógł zrezygnować z pracy i otrzymać neutralną rekomendację, albo zostać zwolniony. Zrezygnował w czerwcu 2002 roku. Siedmiu jego współpracowników w St. Luke's później zawiadomiło prokuratora okręgowego Lehigh County o swoich podejrzeniach, że Cullen mógł używać tych leków do zabijania pacjentów. Jednakże, śledczy nigdy nie przyjrzeli się przeszłości Cullena i sprawa została umorzona dziewięć miesięcy później z powodu braku dowodów.
We wrześniu 2002 roku Cullen rozpoczął pracę na oddziale intensywnej opieki w Somerset Medical Center w Somerville, New Jersey. Mniej więcej wtedy jego depresja pogłębiła się. Do połowy 2003 roku Cullen zabił co najmniej trzynastu pacjentów i próbował zabić jeszcze co najmniej jednego, używając digoksyny, insuliny i epinefryny. 18 czerwca 2003 roku bezskutecznie próbował zamordować pacjenta z Somerset, Philipa Gregora, który został później wypisany i zmarł sześć miesięcy później z przyczyn naturalnych.
Somerset zaczęło zauważać niewłaściwe postępowanie Cullena, gdy ten uzyskał dostęp do pomieszczeń i komputerowych zapisów pacjentów, do których nie był przypisany. Skomputeryzowane szafki do wydawania leków w szpitalu pokazały, że prosił on o leki, które nie zostały przepisane jego pacjentom. Jego prośby o leki obejmowały wiele zamówień, które zostały natychmiast anulowane. W lipcu 2003 roku dyrektor wykonawczy New Jersey Poison Information and Education System ostrzegł urzędników Somerset, że co najmniej cztery podejrzane przedawkowania wskazywały na możliwość, że jeden z pracowników może zabijać pacjentów. Szpital zwlekał z kontaktem z władzami aż do października. Do tego czasu Cullen zabił jeszcze co najmniej pięciu pacjentów.
Kiedy w październiku 2003 roku pacjent w Somerset zmarł z powodu niskiego poziomu cukru we krwi, szpital zaalarmował policję stanową New Jersey. To była ostatnia ofiara Cullena. Urzędnicy stanowi skarcili szpital za niezgłoszenie przedawkowania insuliny podanej innemu pacjentowi przez Cullena w sierpniu. W trakcie dochodzenia, po przejrzeniu jego historii zatrudnienia, ujawniono wcześniejsze podejrzenia o jego udziale w śmierci co najmniej kilku pacjentów. Somerset zwolnił Cullena 31 października 2003 roku, rzekomo za podanie nieprawdziwych informacji w podaniu o pracę. Jedna z pielęgniarek w Somerset – Amy Loughren zaalarmowała policję po tym, jak odkryła niepokojące zapisy Cullena w systemie nadzorującym dostęp do leków w szpitalu. Policja obserwowała go przez kilka tygodni, dopóki nie zakończyła dochodzenia. Loughren została wyznaczona przez policję, by spotykać się z Cullenem po godzinach pracy i rozmawiać z nim na podsłuchu. Udało się w ten sposób zebrać dowody prowadzące do aresztowania Cullena.

## Aresztowanie i proces
Cullen został aresztowany w restauracji 12 grudnia 2003 roku i oskarżony o jedno morderstwo i jedną próbę usiłowania morderstwa. 14 grudnia przyznał się detektywom z wydziału zabójstw Danowi Baldwinowi i Timowi Braunowi, że zamordował ks. Floriana Galla i próbował zamordować Jin Kyung Hana (obaj byli pacjentami w Somerset). Ponadto Cullen powiedział detektywom, że w ciągu swojej 16-letniej kariery zamordował aż 40 osób. W kwietniu 2004 roku Cullen przyznał się przed sędzią Paulem W. Armstrongiem w sądzie w New Jersey do winy za zabicie 13 pacjentów i próbę zabicia dwóch innych przez śmiertelny zastrzyk.
Cullen obiecał współpracować z władzami w ramach porozumienia o przyznaniu się do winy. Uniknął w ten sposób kary śmierci. 2 marca 2006 został skazany na karę 11-krotnego dożywocia i nie kwalifikuje się do zwolnienia warunkowego do 10 czerwca 2388 r. Kilka dni później – 10 marca 2006 – sędzia w Pensylwanii zwiększył karę do wymiaru 12-krotnego dożywocia.

## Motywacja
Cullen twierdził, że przedawkowywał pacjentom leki, aby uchronić ich przed „zakodowaniem” (ang. coded), czyli zatrzymaniem akcji serca lub oddechu i wpisaniem na listę nagłych przypadków tzw. Code Blue. Powiedział detektywom, że nie może znieść tego, że jest świadkiem lub słyszy o próbach ratowania życia pacjentów. Cullen twierdził również, że duże dawki leków podawał pacjentom aby zakończyć ich cierpienie i zapobiec „odczłowieczeniu” ich przez personel szpitala. Jednak nie wszystkie jego ofiary były pacjentami terminalnymi. Niektóre, tak jak Gall, miały nadzieję na wyzdrowienie, zanim Cullen je zabił.
Zamiast używać zwykłych środków przeciwbólowych, do których dostęp był ściśle regulowany przez szpitale ze względu na ich wartość na ulicy jako narkotyki, Cullen wybrał digoksynę i insulinę. Miały one niewielkie zastosowanie poza środowiskiem szpitalnym przez co mniej przyciągały uwagę pracowników szpitala.
Śledczy stwierdzili, że Cullen mógł spowodować cierpienie pacjentów, ale nie zdawał sobie z tego sprawy. Przeczy to jego wcześniejszym stwierdzeniom o chęci ratowania pacjentów. Cullen podczas przesłuchania wyznał śledczym, że często decyzja o popełnieniu każdego morderstwa była podejmowana pod wpływem impulsu, chociaż obserwował cierpienie swoich ofiar nawet przez kilka dni. W grudniu 2003 roku Cullen powiedział policjantom, że większość swojego życia żył we mgle oraz, że miał zaciemnione wspomnienia o zamordowaniu większości swoich ofiar. Powiedział, że nie mógł sobie przypomnieć, ile osób dokładnie zabił oraz dlaczego je wybrał. W niektórych przypadkach Cullen nieugięcie zaprzeczał popełnieniu jakichkolwiek morderstw w danym szpitalu. Jednak po przejrzeniu dokumentacji szpitalnej przyznał, że był zamieszany w kilka zgonów.

## Ofiary
| L.p. | Ofiara                | Wiek | Data morderstwa      | Miejsce morderstwa                     |
| ---- | --------------------- | ---- | -------------------- | -------------------------------------- |
| 1.   | John W. Yengo         | 72   | 11 czerwca 1988      | St. Barnabas Hospital w Livingston     |
| 2.   | Lucy Mugavero         | 90   | 9 marca 1993         | Warren Hospital w Phillipsburgu        |
| 3.   | Mary Natoli           | 85   | 23 lipca 1993        | Warren Hospital w Phillipsburgu        |
| 4.   | Helen Dean            | 91   | 1 września 1993      | Warren Hospital w Phillipsburgu        |
| 5.   | LeRoy Sinn            | 71   | 21 stycznia 1996     | Hunterdon Medical Center we Flemington |
| 6.   | Earl Young            | 76   | 31 maja 1996         | Hunterdon Medical Center we Flemington |
| 7.   | Catherine Dext        | 49   | 9 czerwca 1996       | Hunterdon Medical Center we Flemington |
| 8.   | Frank Mazzacco        | 66   | 24 czerwca 1996      | Hunterdon Medical Center we Flemington |
| 9.   | Jesse Eichlin         | 81   | 10 lipca 1996        | Hunterdon Medical Center we Flemington |
| 10.  | Ottomar Schramm       | 78   | 31 grudnia 1998      | Easton Hospital w Easton               |
| 11.  | Matthew Mattern       | 22   | 31 sierpnia 1999     | Lehigh Valley Hospital w Allentown     |
| 12.  | Irene Krampf          | 79   | 22 czerwca 2001      | St. Luke's Hospital w Fountain Hill    |
| 13.  | William Park          | 72   | 8 listopada 2001     | St. Luke's Hospital w Fountain Hill    |
| 14.  | Samuel Spangler       | 80   | 9 stycznia 2002      | St. Luke's Hospital w Fountain Hill    |
| 15.  | Daniel George         | 82   | 5 maja 2002          | St. Luke's Hospital w Fountain Hill    |
| 16.  | Edward O'Toole        | 76   | 2 czerwca 2002       | St. Luke's Hospital w Fountain Hill    |
| 17.  | Eleanor Stoecker      | 60   | 12 lutego 2003       | Somerset Medical Center w Somerville   |
| 18.  | Joyce Mangini         | 74   | 23 lutego 2003       | Somerset Medical Center w Somerville   |
| 19.  | Giacomino Toto        | 89   | 23 lutego 2003       | Somerset Medical Center w Somerville   |
| 20.  | John Shanagher        | 83   | 11 marca 2003        | Somerset Medical Center w Somerville   |
| 21.  | Dorthea Hoagland      | 80   | 6 kwietnia 2003      | Somerset Medical Center w Somerville   |
| 22.  | Melvin Simcoe         | 66   | 5 maja 2003          | Somerset Medical Center w Somerville   |
| 23.  | Michael Strenko       | 21   | 15 maja 2003         | Somerset Medical Center w Somerville   |
| 24.  | Florian Gall          | 68   | 28 czerwca 2003      | Somerset Medical Center w Somerville   |
| 25.  | Pasquale Napolitano   | 80   | 13 lipca 2003        | Somerset Medical Center w Somerville   |
| 26.  | Christopher Hardgrove | 38   | 11 sierpnia 2003     | Somerset Medical Center w Somerville   |
| 27.  | Krishnakant Upadhyay  | 70   | 20 września 2003     | Somerset Medical Center w Somerville   |
| 28.  | James Strickland      | 83   | 23 września 2003     | Somerset Medical Center w Somerville   |
| 29.  | Edward Zizik          | 73   | 21 października 2003 | Somerset Medical Center w Somerville   |

## Odniesienia w kulturze popularnej
- Film z 2008 roku Killer Nurse, napisany i wyreżyserowany przez Ulli Lommel, był luźno oparty na historii Cullena[9].

- Film z 2022 roku Dobry opiekun (ang. The Good Nurse), zaadaptowany z powieści Charlesa Graebera The Good Nurse: A True Story of Medicine, Madness, and Murder, wydany przez Netflix. W rolę Cullena wciela się Eddie Redmayne, a w rolę pielęgniarki Amy Loughren – Jessica Chastain[10].